# أرتور جافازي
أرتور جافازي، (14 أكتوبر 1861 - 12 مارس 1944) كان جغرافيًا ورسام خرائط كرواتيًا من أصل إيطالي.
ولد جافازي في سبليت (ثم في النمسا-المجر) وتوفي في زغرب (ثم في دولة كرواتيا المستقلة)
كان جافازي أول أستاذ للجغرافيا في جامعة ليوبليانا، حيث خلفه أنطون مليك. في عام 1928، ذهب جافازي إلى جامعة زغرب.

## روابط خارجية
- أعمال أو نبذة عن أرتور جافازي على أرشيف الإنترنت
- Croatian Cartographers
- Croatian Geographic Society Portal - in Croatian
- Preface of the book "Croatian cartographers" by Ivka Kljajić (Croatian)